# Ave Maria... la mia preghiera per Napoli
Ave Maria... la mia preghiera per Napoli è un album di Enzo di Domenico, pubblicato nel 1990.

## Tracce
1. Piscatore 'e Pusilleco
2. Lacreme napulitane
3. Guapparia
4. I' te vurria vasà
5. Zappatore
6. Tu ca nun chiagne
7. Rundinella
8. Cinematografo
9. Furturella
10. 'O lupo
11. Ave Maria